# Rotivka, Putîvl
Rotivka (în ucraineană Ротівка) este un sat în comuna Strilnîkî din raionul Putîvl, regiunea Sumî, Ucraina.

## Demografie
Componența lingvistică a localității Rotivka
     Ucraineană (83,05%)
     Rusă (16,38%)
Conform recensământului din 2001, majoritatea populației localității Rotivka era vorbitoare de ucraineană (83,05%), existând în minoritate și vorbitori de rusă (16,38%).